# Australotitan

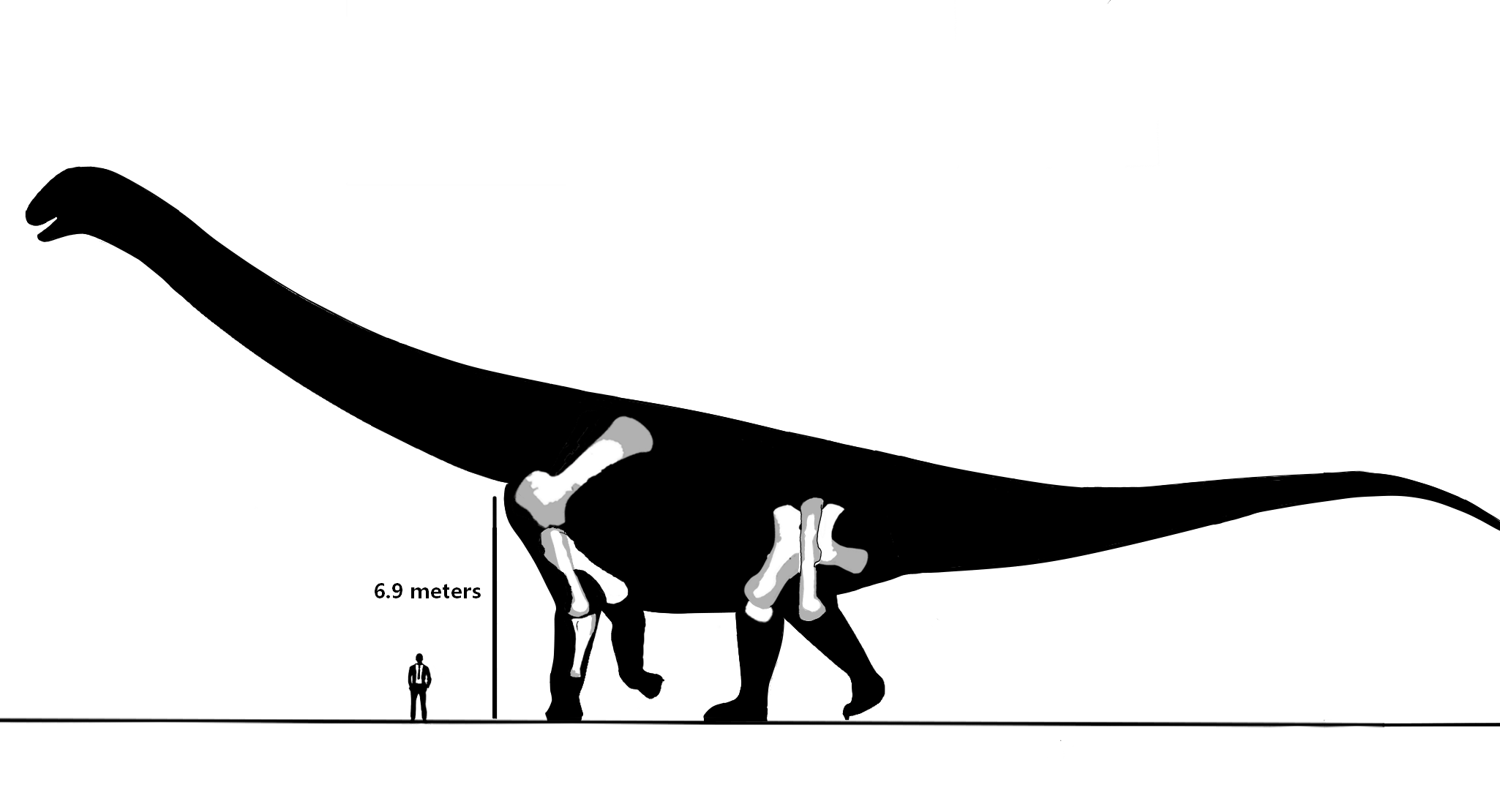
Comparação de tamanho de um Australotitan com um humano.

Australotitan (que significa "titã do sul") é um gênero de saurópode titanossauro que existiu durante a era Cenomaniana-Turoniana do Cretáceo Superior no que hoje é o centro-sul de Queensland, Austrália. Australotitan representa o maior dinossauro descoberto até hoje na Austrália. O gênero contém uma única espécie, Australotitan cooperensis (o titã do sul do Cooper), em homenagem a Cooper Creek na Bacia de Eromanga. Foi apelidado de "Bananabendersaurus" antes de sua descrição em 2021.

## Descrição
O fêmur do espécime EMF164 tem um comprimento de 2.146 milímetros. Isso indica que o Australotitan é o maior dinossauro já encontrado na Austrália. Seu tamanho corporal deve ter se aproximado do Futalognkosaurus e Dreadnoughtus, sendo apenas claramente menor do que Patagotitan. Os autores que os descreveram se abstiveram deliberadamente de fornecer uma estimativa de peso, pois é notoriamente difícil obter resultados confiáveis com saurópodes. Os pesquisadores sugerem que o A. cooperensis, especificamente, teria cerca de 6,5 metros de altura no quadril e medido até 30 metros do focinho à ponta da cauda. Provavelmente pesava entre 23 e 74 toneladas métricas.